# Dyé
Dyé település Franciaországban, Yonne megyében. Lakosainak száma 188 fő (2022. január 1.). Dyé Flogny-la-Chapelle, Bernouil, Carisey, Collan, Maligny, Méré és Vézannes községekkel határos.

## Népesség
A település népességének változása:
| Lakosok száma | 198  | 205  | 214  | 210  | 212  | 214  | 205  | 197  | 188  |
|               | 2013 | 2015 | 2016 | 2017 | 2018 | 2019 | 2020 | 2021 | 2022 |